# Mikel Zarrabeitia
Mikel Zarrabeitia Uranga, nacido el 14 de mayo de 1970 en la localidad vasca de Abadiano, provincia de Vizcaya (España), apodado "El generoso", es un exciclista español, profesional entre los años 1991 y 2003.
Antes de ser profesional pertenecía a la famosa cantera ciclista Sociedad Ciclista Punta Galea.
El mejor resultado de su carrera deportiva llegó en 1994, al quedar segundo en la Vuelta a España, por detrás de Tony Rominger. 
Sin embargo este ciclista ha ido sufriendo una serie de percances durante su carrera que le han apartado de la élite del ciclismo. En 1995 tuvo que ser operado a causa de un disco desplazado. En 2000, durante la disputa de una etapa de la Vuelta a España, perdió la falange de un dedo de su mano derecha al intentar manipular el cuentakilómetros de su bicicleta. En la Vuelta a España 2002 logró lucir el maillot oro una jornada tras la etapa disputada en Sierra Nevada. 
Su hermano mayor Juan Antonio también fue ciclista profesional.

## Palmarés
| 1992 - Vuelta a La Rioja, más 1 etapa 1994 - 2.º en la Vuelta a España 1996 - 1 etapa de la Euskal Bizikleta 1997 - G.P. Primavera - Trofeo Comunidad Foral de Navarra (hoy G.P. Miguel Induráin) - 2° en la Vuelta a Aragón | 2001 - 1 etapa de la Euskal Bizikleta 2002 - Euskal Bizikleta, más 1 etapa - Clásica de Ordizia |

## Resultados en las grandes vueltas
| Carrera         | 1991 | 1992 | 1993 | 1994 | 1995 | 1996 | 1997 | 1998 | 1999 | 2000 | 2001 | 2002 | 2003 |
| --------------- | ---- | ---- | ---- | ---- | ---- | ---- | ---- | ---- | ---- | ---- | ---- | ---- | ---- |
| Giro de Italia  | -    | -    | -    | -    | -    | -    | -    | -    | 29.º | -    | -    | -    | -    |
| Tour de Francia | -    | -    | -    | -    | -    | -    | Ab.  | -    | -    | -    | -    | -    | -    |
| Vuelta a España | -    | -    | 12.º | 2.º  | -    | 31.º | 40.º | 36.º | 11.º | Ab.  | 25.º | 21.º | -    |
| Mundial en Ruta | -    | -    | -    | -    | -    | -    | -    | -    | -    | -    | -    | -    | -    |

-: no participa

Ab.: abandono

## Equipos
- Amaya Seguros (1991-1993)
- Banesto (1994-1995)
- ONCE (1996-2003)